# كلية الإدريسي الجامعة

شعار كلية الادريسي الجامعة

كلية الإدريسي الجامعة الأهلية هي كلية أهلية تقع في مدينة الرمادي في محافظة الأنبار غرب العراق. أسست سنة 2017.

## الأقسام
تضم الكلية الأقسام التالية:
- هندسة تقنيات الأجهزة الطبية
- القانون
- علوم المالية والمصرفية
- ادارة الاعمال
- هندسة تقنيات الحاسوب
- تربية فنية